# Liste der Baudenkmale in Wildau
Die Liste der Baudenkmale in Wildau enthält alle Baudenkmäler der brandenburgischen Stadt Wildau und ihrer Ortsteile. Grundlage ist die Landesdenkmalliste mit dem Stand vom 31. Dezember 2020. Die Bodendenkmale sind in der Liste der Bodendenkmale in Wildau aufgeführt.

## Legende
In den Spalten befinden sich folgende Informationen:
- ID-Nr.: Die Nummer wird vom Brandenburgischen Landesamt für Denkmalpflege vergeben. Ein Link hinter der Nummer führt zum Eintrag über das Denkmal in der Denkmaldatenbank. In dieser Spalte kann sich zusätzlich das Wort Wikidata befinden, der entsprechende Link führt zu Angaben zu diesem Denkmal bei Wikidata.
- Lage: die Adresse des Denkmales und die geographischen Koordinaten. Link zu einem Kartenansichtstool, um Koordinaten zu setzen. In der Kartenansicht sind Denkmale ohne Koordinaten mit einem roten beziehungsweise orangen Marker dargestellt und können in der Karte gesetzt werden. Denkmale ohne Bild sind mit einem blauen bzw. roten Marker gekennzeichnet, Denkmale mit Bild mit einem grünen beziehungsweise orangen Marker.
- Bezeichnung: Bezeichnung in den offiziellen Listen des Brandenburgischen Landesamtes für Denkmalpflege. Ein Link hinter der Bezeichnung führt zum Wikipedia-Artikel über das Denkmal.
- Beschreibung: die Beschreibung des Denkmales
- Bild: ein Bild des Denkmales und gegebenenfalls einen Link zu weiteren Fotos des Baudenkmals im Medienarchiv Wikimedia Commons

## Durch Satzung geschützte Denkmale
| ID-Nr.   | Lage          | Bezeichnung                                         | Beschreibung | Bild           |
| -------- | ------------- | --------------------------------------------------- | --- | -------------- |
| 09140366 | Wildau (Lage) | Denkmalbereich der Schwartzkopff-Siedlung in Wildau | Die Berliner Maschinenbau-Actien-Gesellschaft, vormals L. Schwartzkopff (BMAG) siedelte sich 1897 in Wildau östlich der Bahnstrecke an. Ab 1900 bis 1922 wurde dann östlich der Bahnstrecke die Schwartzkopff-Siedlung für die Arbeiter der Maschinenfabrik angelegt. Die Siedlung umfasst im Wesentlichen die Karl-Marx-Straße und die Friedrich-Engels-Straße. | weitere Bilder |

## Denkmale in den Ortsteilen

### Hoherlehme
| ID-Nr.                           | Lage                              | Bezeichnung                                                       | Beschreibung | Bild            |
| -------------------------------- | --------------------------------- | ----------------------------------------------------------------- | ------------ | --------------- |
| 09140317                         | Am Friedhof, Wustermarkweg (Lage) | Friedhofskapelle und Friedhofsportal des Waldfriedhofs Hoherlehme |              | BW              |
| 09141116 Teilobjekt zu: 09140317 | (Lage)                            | Friedhofsportal                                                   |              | Friedhofsportal |

### Wildau
| ID-Nr.   | Lage | Bezeichnung | Beschreibung | Bild |
| -------- | --- | --- | --- | --- |
| 09140314 | Albert-Lemaire-Platz (Lage)                                                                             | Sowjetischer Ehrenfriedhof für 35 gefallene Soldaten und Offiziere sowie für 61 Kriegsgefangene | | weitere Bilder |
| 09140316 | Albert-Lemaire-Platz (Lage)                                                                             | Gedenktafel für Albert Lemaire | Die Inschrift lautet: „Zum Gedenken / an den französischen Widerstandskämpfer / Albert Lemaire / geb. am 29. Aug. 1902 / in Amfreville-la-Mivoie, / der 1942 in Auschwitz / von deutschen Faschisten ermordet wurde“. Der Geburtsort von Lemaire ist falsch geschrieben, er heißt richtig Amfreville-la-Mi-Voie. | Gedenktafel für Albert Lemaire |
| 09140967 | Birkenallee, Freiheitstraße (Lage)                                                                      | Einmannbunker (Splitterschutzzelle) | | weitere Bilder |
| 09140355 | Ludwig-Witthöft-Straße, Schwartzkopff-Straße, Hoch-schulring, Petra-Damm-Straße, Freiheitsstraße (Lage) | Lokomotivenfabrik Schwartzkopff Wildau mit den Bauten und technischen Anlagen: Schmiede (ursprünglicher Teil), Wasserturm, Hauptlager, Schornstein (zwischen Wasserturm und Hauptlager), Kesselschmiede, Eisenlager, Rahmen- und Tenderbau, Schlosserei, Mechanische Werkstatt, Räderbau, Zylinderbau, Härterei, Verladehalle, Malerei/Lackiererei, Führerhausbau, Kantine, Allgemeiner Maschinenbau, Allgemeine Reparaturwerkstätten, Sauerstoff-, Eis- und Limonadenfabrik, Kompressorenhaus, Haupt-Verwaltungsgebäude, Werkschule, Lokomotiv-Reparatur-Werkstatt, Lokomotiv-Abstellhalle, Betriebsgebäude (Verwaltung), Ingenieurbüros (Freiheitsstraße 124/126) sowie Drehscheibe südöstlich des Verwaltungsgebäudes | Die ehemalige Fabrik ist heute Teil der Technischen Hochschule Wildau. Die Errichtung der Lokomotivfabrik führte zur Gründung des Ortes Wildau. | weitere Bilder |
| 09140318 | Eichstraße 1 (Lage)                                                                                     | Doppelhaus für leitende Angestellte und Ingenieure der Berliner Maschinenfabrik AG Schwartzkopff | Das Gebäude wurde in späteren Jahren zu einer Schule umgebaut. Im 21. Jahrhundert befindet sich darin die Privatschule „Gymnasium Villa Elisabeth“. | Doppelhaus für leitende Angestellte und Ingenieure der Berliner Maschinenfabrik AG Schwartzkopff                                                                                            |
| 09140315 | Hochschulring (Lage)                                                                                    | Gedenkstein für die ermordeten Antifaschisten der ehemaligen Lokomotivenfabrik Schwartzkopff: Paul Schütze, Otto Grabowski und Otto Lemm, vor Haus 13 der Technischen Fachhochschule Wildau | Die Gedenksteine stehen für Paul Schütze, Otto Grabowski und Otto Lemm. | Gedenkstein für die ermordeten Antifaschisten der ehemaligen Lokomotivenfabrik Schwartzkopff: Paul Schütze, Otto Grabowski und Otto Lemm, vor Haus 13 der Technischen Fachhochschule Wildau |
| 09140928 | Hochschulring (Lage)                                                                                    | Dampflokomotive 52.8135-7 der Baureihe 52 der Deutschen Reichsbahn | | weitere Bilder |
| 09140319 | Kirchstraße 1 (Lage)                                                                                    | Friedenskirche und Pfarrhaus | Die evangelische Kirche wurde 1908–1911 als erstes eigenes Kirchengebäude der gerade selbstständig gewordenen Kirchengemeinde Wildau auf einem geschenkten Grundstück errichtet. Der Entwurf der Kirche im Stile des Neubarocks und des Pfarrhauses stammt von Georg Büttner. Im Inneren befinden sich Glasmalereien aus der Bauzeit und eine Schuke-Orgel aus dem Jahr 1911. Das Pfarrhaus stammt ebenfalls von Georg Büttner. Es ist im Heimatschutzstil erbaut worden. | weitere Bilder |
| 09140320 | Kirchstraße 3–6, Teichstraße 1–9 (ungerade) (Lage)                                                      | Reihenhäuser der Schwarzkopff-Siedlung mit Hausgärten | Die Siedlung wurde von 1898 bis 1914 erbaut. Die Siedlung ist in drei Bauphasen entstanden. | weitere Bilder |